# Gladys Marie Deacon
Gladys Marie Deacon   (París, 7 de febrer de 1881 - Northampton, 13 d'octubre de 1977) va ser una aristòcrata francoamericana famosa per la seva bellesa. Amant i desprès la segona esposa de Charles Spencer-Churchill (9e duc de Marlborough) més tard va ser coneguda com a Gladys Marie Spencer-Churchill, duquessa de Marlborough. Va ser l'amant de diverses personalitats conegudes de principis del segle xx.

## Joventut
Nascuda a París, Gladys Marie Deacon era filla del ric fabricant tèxtil de Boston Edward Parker Deacon (1844-1901) i de la seva esposa Florence Baldwin (1859-1899), filla de l'almirall Charles H. Baldwin. Tenia tres germanes i un germà que va morir en la infància. El seu pare va ser empresonat després de disparar a l'amant de la seva mare al seu boudoir de l'Hôtel Splendide de Canes el 1892. La jove va ser enviada a l'escola al Convent de l'Assumpció d'Auteuil (París) on va rebre una educació completa i excel·lent, arrivant a parlar diverses llengües estrangeres i mostrant interès per l'art, la mitologia, la poesia i la literatura. Va ser considerada precoç i extremadament intel·ligent.
Després de l'alliberament d'Edward de la presó, Florence va treure Gladys del convent. La parella es va divorciar el 1893 i la custòdia dels tres fills grans, inclosa Gladys, es va donar a Edward. El pare se'ls va endur als Estats Units d'Amèrica, on Deacon es va queda durant els següents tres anys. Ràpidament es va tornar inestable mentalment i va ser hospitalitzat a l'Hospital McLean, on va morir el 1901. Gladys i les seves germanes van tornar a França per viure amb la seva mare. Marcel Proust va escriure sobre ella: «Mai he vist una noia amb tanta bellesa, tan magnífica intel·ligència, tanta amabilitat i tant encant».

## Relació amb Marlborough
La mort prematura dels seus pares va fer que Gladys i la seva germana Dorothy (1892-1960), futura esposa del príncep Albert Aba Radziwill (1885-1935), fossin orfes i, per tant, riques hereves.
Gladys Deacon va viatjar per tot Europa i va provocar escàndols després de les seves nombroses conquestes. Com més extravagants i escandaloses eren les seves històries d'amor i la seva vida, més gran era la fascinació que emanava d'ella. Entre els seus molts pretendents figuren Robert de Montesquiou, Bernard Berenson, el comte Hermann von Keyserling, el rei Eduard VII, el príncep hereu Guillem de Prússia, el príncep Roffredo Caetani, Artur del Regne Unit (duc de Connaught) i el duc de Norfolk i Camastra.
Immortalitzada en els retrats i fotografies de molts artistes, Gladys Deacon és considerada la dona més pintada del seu temps. Va ser amiga personal de diversos artistes, com Giovanni Boldini, John Singer Sargent, George Moore, Jacob Epstein, Claude Monet i Auguste Rodin. Gabriele D'Annunzio es va desmaiar quan la va veure.
Als 16 anys d'edat es va injectar el nas amb cera i parafina per aconseguir un perfil clàssic. En els anys següents, el preparat es va descompodre i es va instal·lar a les cavitats nasals, formant lipogranulomes desfigurants.
A finals de la dècada del 1890, el duc de Marlborough va convidar Gladys Deacon al Palau de Blenheim, on es va fer amistat amb la seva esposa Consuelo. L'any 1901, el príncep hereu Guillem de Prússia va visitar el palau i li va agradar molt, regalant-li un anell que Guillem II (emperador alemany) va exigir tornar. Gladys Deacon es converteix en l'amant del duc poc després de traslladar-se al palau. Marlborough i Consuelo no es van divorciar fins al 1921. Gladys i Marlborough es van casar a París més tard, en aquell mateix any.

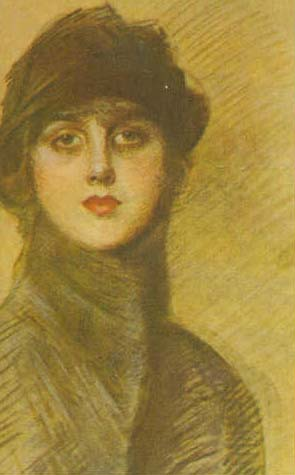
Gladys Deacon, per John Singer Sargent
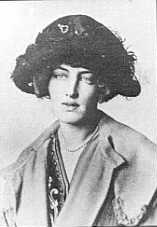
Gladys Deacon, c. 1910-1920

Artista i entusiasta de la jardineria, la nova duquessa de Marlborough va ampliar les representacions dels seus sorprenents ulls blau-verd pintats al sostre del pòrtic principal del palau de Blenheim, on encara avui es troben. Més tard, durant el seu matrimoni infeliç i sense fills, guarda una pistola a la seva habitació per mantenir el seu marit fora. A mesura que el seu comportament es va fer cada cop més erràtic, sobretot després que el duc es convertís al catolicisme romà, la parella va començar a deixar de fer vida en comú. La duquessa passa el temps dedicant-se la criança de King Charles spaniel, disgustant encara més el seu marit. Finalment, el duc va abandonar el palau i la va expulsar dos anys més tard. El matrimoni va ser anul·lat el 1931; el duc va morir el 1934.

## Viduïtat i mort
La duquessa vídua de Marlborough es va traslladar amb els seus gossos primer al nord d'Oxfordshire i després a Chacombe Grange. Comença a retirar-se del món i finalment es converteix en una reclusa nocturna total, que viu envoltada de gats. L'any 1962, va patir una malaltia mental, com el seu pare i l'àvia paterna, i va ser ingressada a la força a l'Hospital St Andrew's on va morir el 1977, als 96 anys d'edat. El seu cos està enterrat al cementiri del poble de Chacombe Grange, a Northampton.
El seu nebot, el príncep Stanislas Radziwill (1914-1976), es va casar amb Caroline Lee Bouvier (1933-2019), germana petita de Jacqueline Kennedy-Onassis.

## Posteritat
Gladys Deacon va inspirar Marcel Proust per crear el personatge de Miss Foster de la novel·la A la recerca del temps perdut.
La novel·la de 2016 de Michelle Gable, I'll See You in Paris, es basa en part en la història de la duquessa.
Death at Blenheim Palace (2005), l'onzè llibre de la sèrie Kathryn Ardleigh de Robin Paige, també inclou Gladys entre els personatges. Al llarg del llibre s'evoca la seva infantesa, així com la seva aventura amb el duc de Marlborough.
American Duchess de Karen Harper, és una novel·la basada en la vida de Consuelo Vanderbilt, novena duquessa de Marlborough. Gladys Deacon es representa fent servir Consuelo per conquerir al duc i obtenir el títol de duquessa. També es representa entrant a casa de Consuelo i amenaçar-la a punta de pistola. Es mostra que Consuelo i un marit posterior envien Gladys a la institució mental on morirà.

## Nom en diferents etapes de la seva vida
- 1881–1921 Gladys Marie Deacon.
- 1921–1931 Gladys Marie Spencer-Churchill, Duquessa Marlborough.
- 1931–1977 Lady Gladys Marie Spencer-Churchill.